# John Lemprière
John Lemprière, född omkring 1765 i Jersey, död 1 februari 1824 i London, var en engelsk lexikograf, teolog och lärare. Han är främst känd för sitt verk Bibliotheca Classica eller Classical Dictionary containing a full Account of all the Proper Names mentioned in Ancient Authors (1788), som länge var ett standardverk.